# Балабанов, Марко
Марко Димитров Балабанов (1837—1921) — болгарский юрист, политик и писатель, министр иностранных дел и вероисповедания (1879, 1883—1884), председатель 11-го Народного собрания Болгарии (1901—1902).
Родился в 1837 году, изучал богословие в константинопольской греческой академии, потом право в Париже. В 1870 — 74 годах издавал вместе с П. Славейковым, Д. Цанковым и др. двухнедельный журнал «Читалище», выдвигавший (едва ли, однако, не ради цензуры) задачу просвещения народа в противовес задаче революционной; в 1874 — 76 годах издавал еженедельный журнал «Век», запрещенный в 1876 году.
Во время русско-турецкой войны 1877 — 78, и российского правления на отвоёванных у турок территориях, русские власти назначили Балабанова вице-губернатором Тырновской губернии. Был членом учредительного тырновского народного собрания (1879), где колебался между консерваторами (Стоиловым, Начевичем, Грековым) и либералами (Каравеловым, Цанковым, Славейковым), чаще голосуя с первыми. Однако по его предложению в конституцию внесена статья, гласящая: «титулы благородства и другие отличия, а равно и ордена, не допускаются».
После прибытия в Болгарию князя Александра I в 1879 г., Балабанову было предложено составить министерство, но он отказался и взял только портфель иностранных дел в первом (консервативном) кабинете Бурмова, павшем тотчас после созыва первого очередного народного собрания (1879 г.). После переворота 1881 года, изменившего конституцию, Балабанов перешел в либеральную партию, но мало принимал участия в политике. В 1883—1884 гг. был министром иностранных дел во втором и третьем кабинетах Драгана Цанкова.
В высшем училище (университете) в Софии он получил кафедру на юридическом факультете и состоял профессором. В 1911 году назначен членом только что основанной Академии Наук в Софии. Перевел на болгарский язык несколько комедий Мольера и романов Жорж Занд; в семидесятых годах писал по-французски брошюры о Болгарии.